# ۱۲۷۶ (قمری)
۱۲۷۶ (قمری)، هزار و دویست و هفتاد و ششمین سال در گاهشماری هجری قمری است. اول محرم این سال برابر با سی و یکم ژوئیه سال ۱۸۵۹ میلادی است.

## زادگان
- 27 ذیقعده - محمد حسین نائینی : مرجع تقلید شیعه.

## درگذشتگان
- 16 ربیع‌الثانی - یغمای جندقی : شاعر ایرانی.

## وابسته
- یغمای جندقی
- جنگ مرو
- محمدحسین نائینی